# 米納泰爾 (內布拉斯加州)
米納泰爾（英語：Minatare）是位於美國內布拉斯加州斯科茨布拉夫縣的城市。

## 人口
根據2020年美國人口普查的數據，米納泰爾的面積為1.13平方千米，皆為陸地。當地共有人口715人，而人口密度為每平方千米633人。